# Georg Hipp
Georg Hipp (* 23. Juli 1905 in Pfaffenhofen an der Ilm; † 22. Dezember 1967 in München) war ein deutscher Unternehmer.

## Leben
Georg Hipp war das vierte von acht Kindern des Lebzelters und Wachsziehers Joseph Hipp (* 1867 in Günzburg; † 1926 in Pfaffenhofen an der Ilm). Der Sohn erlernte im elterlichen Betrieb das Handwerk seines Vaters. Danach machte er sich auf die Wanderschaft nach Südtirol. Wieder zurückgekommen verkaufte er als Sechzehnjähriger seines Vaters Produkt „Hipp’s Zwiebackmehl“ in München von Tür zu Tür. Nach dem Tod Joseph Hipps übernahm der Sohn zunächst dessen Konditorei in Pfaffenhofen an der Ilm. 
Am 1. Juli 1932 gründete Georg Hipp die Firma Nährmittel Hipp, die er zu einem führenden Hersteller von Säuglingsnahrung ausbaute. Der Pionier stellte als Erster in Deutschland industriell Nahrung für Babys zunächst in Dosen und kurze Zeit später in Gläsern her. 
Georg Hipp starb mit 62 Jahren und hinterließ den Betrieb seinen drei Söhnen Claus, Georg Johannes (* 4. Mai 1942 in München; † 2. Oktober 2020) und Paulus.

## Der Künstler
Georg Hipp wurde von seinem Vater zum Maler ausgebildet. Schon mit 14 Jahren stellte er seine Werke im Glaspalast in München aus.

## Auszeichnungen
Die Stadt Pfaffenhofen benannte eine Straße nach ihm und am 24. März 2006 erhielt die Realschule in Pfaffenhofen seinen Namen.